# Meius Ferrés Fluvià
Meius Ferrés Fluvià (Olot, 2 de juny de 1963) és una filòloga catalana.
Llicenciada en filologia catalana per la Universitat Autònoma de Barcelona. Va ser professora de fonologia, morfologia i sintaxi de la Universitat de Girona, entre 1988 i 1992, i cap del Servei de Llengua Catalana del 1994 al 1998. Va dirigir el Servei de Llengües Modernes de la Universitat de Girona fins al 2009. Ha coordinat moltes iniciatives interuniversitàries en l'àmbit de l'ensenyament i la promoció de les llengües des de l'àmbit lingüístic català i estatal, com ara el projecte Intercat. Del 2009 al 2011 va treballar al Govern com a responsable del Gabinet de Coordinació del Comissionat per a Universitats i Recerca.
Actualment és la responsable tècnica de la comunicació a la xarxa de la Universitat de Girona, on treballa per difondre l'activitat de la universitat a la societat i dona suport a la comunitat universitària en el procés d'adaptació a la nova comunicació digital en la docència, la recerca i la difusió institucional. Va iniciar-se a la xarxa, amb el blog Les llengües a debat, l'any 2008. Posteriorment es va afegir a Facebook i a Twitter i va crear un altre blog Nodes, en el qual analitza la comunicació a la xarxa. També participa en les xarxes SlideShare i Pinterest, i usa Instagram.
Meius Ferrés és membre de l'executiva d'Esquerra Republicana de Catalunya des d'octubre de 2011, com a secretària nacional del partit en xarxa. També és membre del Consell 2.0 d'ERC, format per unes 25 persones de tot Catalunya. Va proposar i organitzar la geolocalització a Foursquare de la Via Catalana, amb la col·laboració d'Albert Cuesta i Oriol Ferran i Riera.

## Col·laboració en cultura catalana
Ha participat en moltes iniciatives en defensa de la llengua i la cultura catalanes, col·laborant amb diverses entitats i formacions polítiques, com ara la Crida, l'ADAC, la Plataforma per la Llengua o la CAL. Ha estat vicepresidenta d'Òmnium Cultural de la Garrotxa. Ha col·laborat en activitats de formació lingüística amb el Consorci per a la Normalització Lingüística. També ha col·laborat en ràdio i ha estat membre del Consell de Redacció de publicacions locals d'àmbit general. Forma part del Consell Rector de la Universitat Catalana d'Estiu, i és cap de l'àrea de Comunicació.